# Marek Komorowski
 Marek Adam Komorowski (ur. 2 listopada 1959 w Radomiu) – polski polityk, prawnik i samorządowiec, radca prawny, starosta zambrowski I kadencji, senator X i XI kadencji.

## Życiorys
Ukończył studia prawnicze w białostockiej filii Uniwersytetu Warszawskiego. Odbył aplikacje prokuratorską i radcowską. Pracował w Polskich Kolejach Państwowych i Prokuraturze Rejonowej w Zambrowie. W 1990 objął stanowisko dyrektora wydziału w łomżyńskim urzędzie wojewódzkim, które zajmował do 1998.
Od 1990 związany z samorządem, był radnym miejskim w Zambrowie i następnie do 2006 radnym powiatowym. Po wyborach samorządowych w 1998 objął stanowisko starosty zambrowskiego, pełnił tę funkcję do 2002. Następnie pracował w Podlaskim Urzędzie Wojewódzkim w Białymstoku. W 2006 podjął praktykę w zawodzie radcy prawnego, specjalizując się w obsłudze samorządów. Również w 2006 po raz pierwszy wybrany na radnego Sejmiku Województwa Podlaskiego. Z powodzeniem ubiegał się o reelekcję w wyborach w 2007, 2010, 2014 i 2018. Pełnił m.in. funkcję wiceprzewodniczącego tego gremium.
Działacz Ochotniczych Straży Pożarnych, w tym prezes zarządu powiatowego tej organizacji w Zambrowie i przewodniczący Głównego Sądu Honorowego tej organizacji na szczeblu krajowym. Wiceprezes diecezjalnego Stowarzyszenia Rodzin Katolickich. Zasiadł w radzie społecznej Szpitala Wojewódzkiego im. Kardynała Stefana Wyszyńskiego w Łomży oraz w radzie Muzeum Rolnictwa im. ks. Krzysztofa Kluka w Ciechanowcu, objął funkcję wiceprzewodniczącego rady nadzorczej Elewarru.
W wyborach parlamentarnych w 2019 wystartował do Senatu RP z ramienia Prawa i Sprawiedliwości w okręgu nr 59. Zastąpił zmarłego już po zarejestrowaniu kandydatów Kornela Morawieckiego. Uzyskał mandat senatora X kadencji, otrzymując 111 737 głosów.
W wyborach w 2023 z powodzeniem ubiegał się o reelekcję, zdobywając 108 827 głosów.

## Odznaczenia
Odznaczony Brązowym (2009) i Srebrnym (2013) Krzyżem Zasługi.

## Życie prywatne
Syn Zbigniewa i Izabeli. Żonaty, ma dwoje dzieci.

## Publikacje
- Marek Komorowski, Tomasz Piórkowski, Strażacy powiatu zambrowskiego, Zarząd Oddziału Powiatowego ZOSP RP w Zambrowie, Zambrów 2014, ISBN 978-83-931843-0-9.